# آيت العربي السوسي (الكريفات)
آيت العربي السوسي هو دُوَّار يقع بجماعة كريفات، إقليم الفقيه بن صالح، جهة بني ملال خنيفرة في المملكة المغربية. ينتمي الدوّار لمشيخة الكريفات التي تضم 6 دواوير. يقدر عدد سكانه بـ 3436 نسمة حسب الإحصاء الرسمي للسكان والسكنى لسنة 2004. و العشيرة المعروفة بالدوار هي آيت البياض

## وصلات خارجية
- البوابة الوطنية للجماعات الترابية
- المندوبية السامية للتخطيط